# Mroczne zagadki Los Angeles
Major Crimes – serial kryminalny stacji TNT. Spin-off Podkomisarz Brenda Johnson, który miał swoją premierę 13 sierpnia 2012 roku.
W Polsce serial jest emitowany od 21 sierpnia 2014 roku przez TVN 7.
Na początku października 2017 roku, stacja TNT oficjalnie ogłosiła zakończenie produkcji serialu po szóstym sezonie].

## Fabuła
"Mroczne zagadki Los Angeles” jest spin-offem innej produkcji TNT – „Podkomisarz Brendy Johnson”. Akcja serialu opowiada o trudnej i niebezpiecznej pracy detektywów z tytułowego Wydziału Poważnych Przestępstw policji w Los Angeles. Po tym, jak funkcję dowódcy obejmuje w nim kapitan Sharon Raydor (Mary McDonnell), gruntownej zmianie ulegają metody i techniki działania. Nowa szefowa okazuje się być osobą niezwykle skrupulatną i regulaminową, która wyraźnie preferuje demokratyczny styl kierowania. Takie podejście nie spotyka się z akceptacją ze strony wszystkich podwładnych.

## Obsada
| AKTOR                 | ROLA           | ZAWÓD                       |
| --------------------- | -------------- | --------------------------- |
| Mary McDonnell        | Sharon Raydor  | kapitan                     |
| G. W. Bailey          | Louie Provenza | porucznik detektyw          |
| Tony Denison          | Andy Flynn     | porucznik detektyw          |
| Michael Paul Chan     | Michael Tao    | porucznik detektyw          |
| Raymond Cruz          | Julio Sanchez  | detektyw                    |
| Kearran Giovanni      | Amy Sykes      | major detektyw kryminalny   |
| Phillip P. Keene      | Buzz Watson    | koordynator nadzoru         |
| Graham Patrick Martin | Rusty Beck     |                             |
| Robert Gossett        | Russell Taylor | asystent szefa operacyjnego |
| Jonathan Del Arco     | Dr. Morales    | koroner                     |
| Jon Tenney            | Fritz Howard   | agent specjalny FBI         |

## Odcinki
| Sezon | Sezon | Odcinki | Oryginalna emisja    | Oryginalna emisja    | Oryginalna emisja | Oryginalna emisja    | Oryginalna emisja |
| Sezon | Sezon | Odcinki | Premiera sezonu      | Finał sezonu         | Premiera sezonu   | Finał sezonu         |                   |
| ----- | ----- | ------- | -------------------- | -------------------- | ----------------- | -------------------- | ----------------- |
|       | 1     | 10      | 13 sierpnia 2012     | 15 października 2012 | 21 sierpnia 2014  | 23 października 2014 |                   |
|       | 2     | 19      | 10 czerwca 2013      | 13 stycznia 2014     | 2 sierpnia 2016   | 13 grudnia 2016      |                   |
|       | 3     | 19      | 9 czerwca 2014       | 12 stycznia 2015     | 20 września 2017  | 31 stycznia 2018     |                   |
|       | 4     | 23      | 8 czerwca 2015       | 23 marca 2016        | brak danych       | brak danych          |                   |
|       | 5     | 21      | 13 czerwca 2016      | 12 kwietnia 2017     | nieemitowany      | nieemitowany         |                   |
|       | 6     | 13      | 31 października 2017 | 9 stycznia 2018      | nieemitowany      | nieemitowany         |                   |

## Produkcja
Stacja TNT po dobrych wynikach oglądalności 27 września 2012 zamówiła 2 sezon Major Crimes (19 odcinków).

TNT zamówiła 3 sezon Major Crimes, którego premierowy odcinek serii został wyemitowany 9 czerwca 2014 roku.

19 lipca 2014 roku, stacja TNT zamówiła 4 sezon, 16 grudnia 2015 roku 5 sezon a 8 stycznia 2017 ogłoszono oficjalnie przedłużenie serialu o szósty sezon.